# Merle de Dagua
Turdus daguae
Espèce
Le Merle de Dagua (Turdus daguae) est une espèce sud-américaine de passereaux de la famille des Turdidae. 

## Répartition
Cet oiseau est présent de l'Est du Panama jusqu'à l'Ouest de la Colombie et au Nord-Ouest de l'Équateur. 

## Dénomination
Ce taxon porte en français le nom vernaculaire ou normalisé suivant : Merle de Dagua.

## Systématique
Le nom valide complet (avec auteur) de ce taxon est Turdus daguae Berlepsch, 1897,.
Cet oiseau est parfois considéré comme une sous-espèce de Turdus assimilis, le Merle à gorge blanche, sous le nom Turdus assimilis daguae ou de Turdus albicolis (le Merle à col blanc) sous le nom Turdus albicollis daguae.

### Étymologie
Son épithète spécifique, daguae, ainsi que son nom vernaculaire, « de Dagua », font référence à la ville de Dagua dans le département de Valle del Cauca (Colombie), où cet oiseau a été découvert.

### Publication originale
- (de + la) Hans Graf von Berlepsch, « Beschreibung vier neuer Vogelarten aus West-Columbien », Ornithologische Monatsberichte, Berlin, R. Friedlänger & Sohn, vol. 5, no 11,‎ 1897, p. 173–176 (ISSN 0375-0221, OCLC 1761529, lire en ligne).